# Locución interior

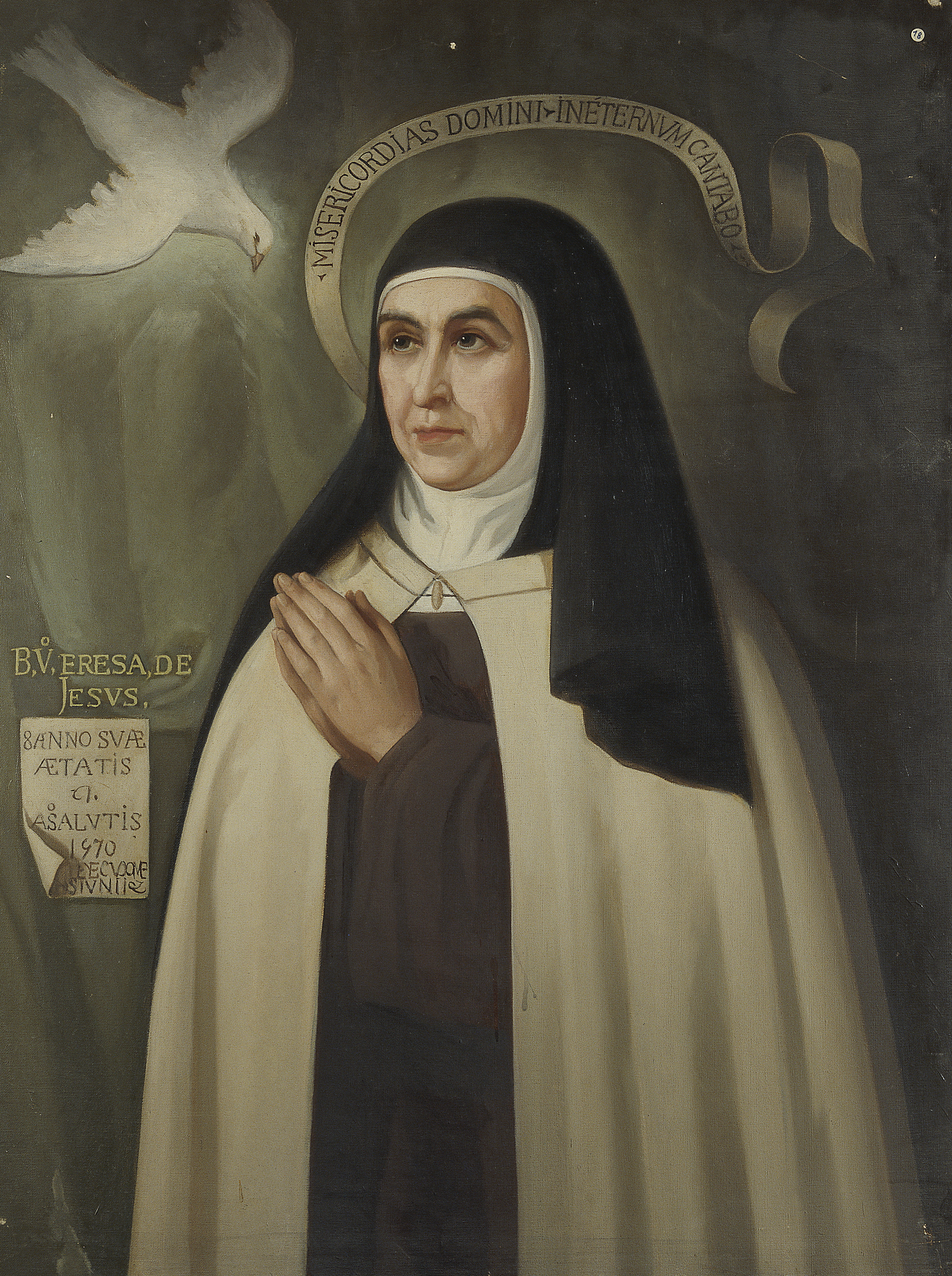
Santa Teresa de Jesús, teórica de la locución interior

Una locución interior es un concepto místico existente varias religiones. Se trata de una revelación privada, pero distinta de una aparición o visión religiosa. Puede definirse como «una comunicación sobrenatural al oído, a la imaginación o directamente al intelecto».

## Etimología
Del latín locutio, locución o discurso; y de loqui, hablar.

## Descripción
«Las palabras sobrenaturales son manifestaciones del pensamiento de Dios que se escuchan ya sea por los sentidos exteriores, ya sea por los sentidos interiores, o directamente por el intelecto».Un ejemplo de lo primero es la aparición del arcángel Gabriel a Zacarías (padre de Juan el Bautista) descrita en Lucas 1:10-20. Los 2 últimos pueden clasificarse más propiamente como locuciones interiores. 
Según san Juan de la Cruz, «[e]stas generalmente se producen en el espíritu de una persona sin el uso de los sentidos corporales como medios... Las locuciones formales son ciertas palabras distintas y formales que el espíritu recibe, ya sea que las recuerde o no, no de sí mismo, sino de otro». De acuerdo con William Meninger, de la orden de la Trapa, la quinta visión de Juliana de Norwich llegó en forma de una locución interior que escuchó «claramente en su corazón aunque no se pronunció ni una palabra».

Otras posibles formas de clasificar las revelaciones de la divinidad sonː corpóreas, imaginarias, espirituales o intelectuales.
Las locuciones corporales son aquellas que quien las recibe cree escuchar con sus oídos... Las locuciones imaginarias no se escuchan de esa manera, pero la impresión que queda en la persona es la misma que si lo hubieran sido... En las locuciones espirituales o intelectuales, Dios hace brotar de lo más profundo del espíritu lo que quiere comunicar: no hay sonido ni voz, ni representación corporal o imaginativa de ello, sino solamente la expresión de conceptos en lo más profundo del espíritu y en la facultad de entender...
Fue una locución interior la que supuestamente llevó a san Gabriel de la Virgen de los Dolores a entrar en la vida religiosa. Tras el fin de una epidemia de cólera que mató a su hermana, el clero de Spoleto y las autoridades civiles organizaron una procesión del antiguo icono de la Virgen María en la catedral de esa ciudad italiana. Francesco (su nombre secular) asistió a este acto y, mientras la imagen pasaba junto a él, sintió una voz interior que le preguntaba por qué permanecía en la mundanidad. Este acontecimiento fue la fuerza impulsora de sus primeros pasos serios en su vocación religiosa. Fue posteriormente canonizado y es patrono de la juventud.
No siempre es fácil determinar si la supuesta comunicación proviene en realidad de otra fuente o es producto de la propia mente de la persona. Una locución interior se distingue de una comunicación intrapersonal. Santa Teresa de Jesús aborda este tema en el libro Las moradas o El castillo interior escrito en 1577. Las locuciones espurias se reconocen por su falta de coherencia o claridad y por la inquietud que causan en quien las recibe.
Réginald Garrigou-Lagrange, teólogo dominico, explica: «Incluso en las revelaciones aprobadas como probables por la Iglesia, puede deslizarse algún error; pues los mismos santos pueden atribuir al Espíritu Santo lo que procede de ellos mismos, o pueden interpretar falsamente el significado de una revelación divina, o interpretarla de una manera demasiado materialista, como, por ejemplo, los discípulos interpretaron la observación de Cristo sobre San Juan en el sentido de que este último no moriría» (Juan 21:23). San Juan de la Cruz hace la misma observación en Subida del monte Carmelo, Libro 2, Capítulo 19. Si bien las locuciones de Dios son verdaderas y ciertas en sí mismas, «nuestra manera de entenderlas es defectuosa».